# Robert Glavaš
Robert Glavaš, slovenski častnik, generalpodpolkovnik * 9. avgust 1962.
Generalpodpolkovnik Robert Glavaš je bil od 19. aprila 2020 do 2022 načelnik generalštaba Slovenske vojske (GŠSV).

## Vojaška kariera
- poveljnik voda
- poveljnik poveljniške čete
- pomočnik za operativno učne zadeve
- poveljnik 2/42 bataljona pehote
- poveljnik 142.  bataljona pehote Slovenske vojske
- namestnik poveljnika 10. motorizirani bataljon Slovenske vojske
- poveljnik 10. MOTB
- načelnik štaba 1. brigada Slovenske vojske 1.BR SV
- namestnik načelnika štaba v mednarodni brigadi na Kosovu
- načelnik sektorja na GŠSV
- načelnik operativnega sektorja na poveljstvu sil
- poveljnik slovenskega kontingenta v Afganistanu
- mentor namestnika in poveljnika korpusa Afganistanske vojske
- poveljnik centra za bojno usposabljanje (CBU
- načelnik sektorja J7 za usposabljanje in vaje v NATO poveljstvu (Joint Force Command/JFC) v Neaplju
- poveljnik 1.BR SV
- načelnik generalštaba Slovenske vojske (april 2020 -)
- 17. decembra 2020 je bil povišan v generalmajorja
- junija 2023 povišan v čin generalpodpolkovnika

## Odlikovanja in priznanja
- srebrna medalja generala Maistra (maj 2004)
- bronasta medalja generala Maistra (12. maj 1999)
- srebrna medalja Slovenske vojske
- bronasta medalja Slovenske vojske
- priznanje Načelnika generalštaba SV
- bronasta in srebrna medalja 1. BR
- medalja italijanske vojske za prispevek v mednarodni operaciji KFOR
- spominski znak predsedovanje EU (2008)
- medalja načelnika združenega štaba italijanske vojske